# Johan Björkstén
Johan Björkstén (kinesiska:白石桦 Bái Shíhuà eller 大龙 Dàlóng), född 1964, är en svensk entreprenör, författare och programledare.
Björkstén studerade kinesiska efter värnplikten, som han vid gjorde vid Tolkskolan 1984-1985. 1984–85 och sedan kemi och matematik vid Pekings universitet 1988–90. Han blev filosofie licentiat i fysikalisk kemi vid Uppsala universitet 1994.
Björkstén har startat flera bolag i Kina, bland annat Maida Music Network i samarbete med svenska MNW Records Group och senast Eastwei Relations, som blivit den största oberoende utländska pr-byrån, med kontor i Peking, Shanghai, Guangzhou och Chengdu. 2010 köptes byrån av den franska reklamkoncernen Publicis Groupe och döptes om till MSL China. Han är också en känd medieprofil som haft egna veckoprogram i kinesisk radio och tv sedan mitten av 1990-talet. Han är en av grundarna av den Svenska Handelskammaren i Kina. Johan Björkstén var sommarpratare i P1 1999.